# Geelbuikbayawever
De geelbuikbayawever (Ploceus hypoxanthus) is een zangvogel uit de familie Ploceidae (wevers en verwanten).

## Verspreiding en leefgebied
Deze soort telt 2 ondersoorten:
- P. h. hymenaicus: van centraal Myanmar tot zuidelijk Indochina.
- P. h. hypoxanthus: Sumatra en Java.